# 幣六

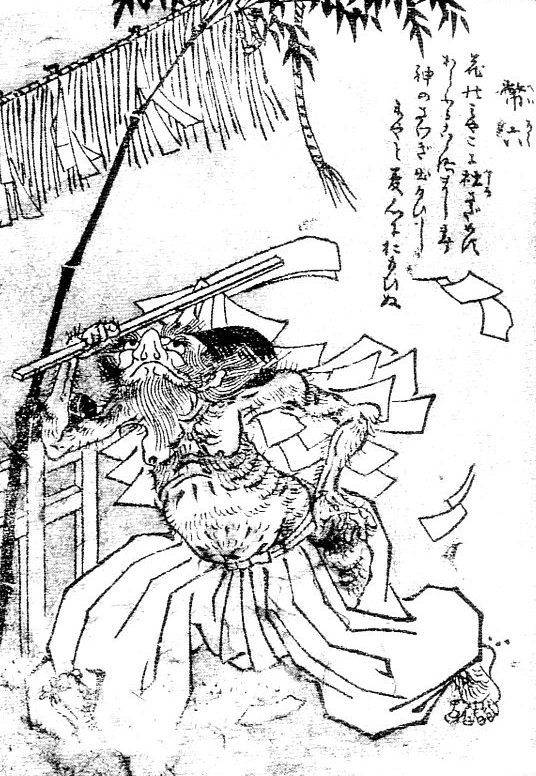
鳥山石燕『百器徒然袋』より「幣六」

幣六（へいろく）は、鳥山石燕の妖怪画集『百器徒然袋』にある日本の妖怪。
御幣を右手にもち上半身に何も着ていない姿で描かれている。石燕による解説文には「花のみやこに社（やしろ）さだめず　あらぶるこころましみ　神のさわぎ出給ひしにやと」とあるが詳細は不明である。室町時代の『百鬼夜行絵巻』には御幣を持つ赤い色をした鬼のような姿の妖怪が描かれており、石燕はこれから発想をして幣六を描いたのではないかと考えられている。
浮世絵師・月岡芳年は錦絵『百器夜行』（1865年）に石燕の幣六を参考にしたと見られる絵を描いており、肌は赤く彩色されている。

## 平成以降の解説
付喪神の一つであるともされる。漫画家・水木しげるの著作などでは、「事触れの紙を振りかざし、ご神託と称してデマを流し、人々を混乱に陥れる妖怪」と解説されている。